# Daniel Frasson
Daniel Frasson (Siderópolis, 10 de dezembro de 1966 – Criciúma, 15 de julho de 2023), foi um ex-futebolista e técnico brasileiro.

## Carreira

### Jogador
Ele se consagrou no Palmeiras, onde fez parte da equipe que conquistou o histórico título do Campeonato Paulista de 1993, que interrompeu um tabu de 16 anos sem títulos do alviverde.
Na sequencia, se transferiu para o Internacional em agosto de 1993. Foi dispensado no fim da temporada de 1994.
Também teve importantes passagens por Atlético Mineiro, onde fez um dos gols do título estadual de 1995 na vitória do Galo por 3x1 sobre o Cruzeiro.
Disputou o Campeonato Paulista de 1997 pelo Juventus.
No início de 1998, chegou ao Ponta Grossa.
No Fortaleza, fez o chamado "Gol Papapenta", que impediu o pentacampeonato do rival, o Ceará em 2000. Foi bicampeão no ano seguinte.

### Treinador
No Fortaleza, Frasson teve passagens como treinador em 2006, foi auxiliar técnico em 2007 e exerceu o cargo de coordenador entre 2004 e 2005 e 2016 até 2018.
Em 2022, dirigiu o Gurupi, tendo cinco jogos e uma vitória.

## Morte
O ex-volante morreu de câncer no intestino, aos 56 anos.

## Títulos
Palmeiras
- Campeonato Paulista: 1993[19] e 1994[20]
- Torneio Rio-São Paulo: 1993
- Campeonato Brasileiro: 1993 e 1994

Atlético Mineiro
- Campeonato Mineiro: 1995

Fortaleza
- Campeonato Cearense: 2000 e 2001